# Przewłoki
Przewłoki [pʂɛˈvwɔki] (tiếng Đức: Heinrichsthal) là một ngôi làng thuộc khu hành chính của Gmina Dolice, thuộc hạt Stargard, West Pomeranian Voivodeship, ở phía tây bắc Ba Lan. Nó nằm khoảng 11 kilômét (7 mi)   phía tây bắc Dolice, 10 km (6 mi) về phía nam của Stargard và 39 km (24 mi) về phía đông nam của thủ đô khu vực Szczecin.
Trước năm 1945, khu vực này là một phần của Đức. Đối với lịch sử của khu vực, xem Lịch sử của Pomerania.